# Tineophoctonus euphranor
Tineophoctonus euphranor is een vliesvleugelig insect uit de familie Encyrtidae. De wetenschappelijke naam is voor het eerst geldig gepubliceerd in 1849 door Walker.